# Андреас Б'єллан
Андреас Б'єллан (дан. Andreas Bjelland, нар. 11 липня 1988, Ведбек) — данський футболіст, півзахисник клубу «Копенгаген».

## Клубна кар'єра
У дорослому футболі дебютував 2006 року виступами за команду клубу «Люнгбю», в якій провів чотири сезони, взявши участь у 37 матчах чемпіонату. 
До складу клубу «Нордшелланд» приєднався влітку 2009 року. За три роки встиг відіграти за команду з Фарума 72 матчі в національному чемпіонаті і виграв за цей час чемпіонат Данії та два національних кубка.
Влітку 2012 року став гравцем нідерландського «Твенте», де провів три сезони.
2 липня 2015 року підписав трирічний контракт з англійським «Брентфордом», який виступав у Чемпіоншіпі.
У 2018 році Андреас повернувся до Данії - у клуб «Копенгаген».

## Виступи за збірні
2004 року дебютував у складі юнацької збірної Данії, взяв участь у 5 іграх на юнацькому рівні.
Протягом 2009–2011 років  залучався до складу молодіжної збірної Данії. На молодіжному рівні зіграв у 16 офіційних матчах.
2010 року дебютував в офіційних матчах у складі національної збірної Данії. Наразі провів у формі головної команди країни 22 матчі.

## Титули і досягнення
- Чемпіон Данії (2):

«Норшелланн»: 2011-12
«Копенгаген»: 2018-19
- Володар Кубка Данії (2):

«Норшелланн»: 2009-10, 2010-11